# Luigi Balzarini
Luigi Roda Balzarini (Masera, 29 aprile 1935 – Verbania, 12 febbraio 2014) è stato un calciatore italiano, di ruolo portiere.

## Caratteristiche tecniche
Portiere dotato di buoni mezzi fisici e atletici, eccelleva nelle uscite, sia alte che basse.

## Carriera
Esordisce con la maglia della Juventus Domo, nel campionato di IV Serie 1955-1956; nella stagione successiva compie un doppio salto di categoria, approdando al Brescia. Con le Rondinelle disputa tre stagioni in Serie B, le prime due come titolare, mentre nella terza le presenze sono solamente 11. Nell'estate del 1959 passa al Modena, sempre nella serie cadetta, in cambio di Luigi Brotto: nella prima stagione la squadra retrocede in Serie C, mentre nelle due annate successive i gialloblu conquistano due promozioni consecutive, e Balzarini, stabilmente titolare a difesa della porta, acquista fama di portiere di grande affidabilità.

Balzarini in azione al Milan nel 1964, in anticipo sul genoano Meroni nella trasferta di Marassi del 23 febbraio.

Il debutto in Serie A arriva nel campionato 1962-1963, il 16 settembre 1962 nella vittoria per 2-1 sul campo della Fiorentina. Totalizza 19 presenze, alternandosi al collega Giuseppe Gaspari, e a fine stagione viene acquistato dal Milan. Inizialmente titolare, commette in seguito diversi errori, che gli fanno perdere il posto risultando il meno impiegato dei tre portieri della rosa milanista. Con la maglia rossonera gioca in tutto tre stagioni in Serie A come riserva, disputando anche la gara di spareggio di Coppa Intercontinentale 1963 contro il Santos di Pelé.
Nel 1966 viene ceduto al neopromosso Lecco, dove rimane fino al 1969 con un intermezzo all'Atalanta, nella massima serie; sul Lario disputa un campionato in Serie A e uno in Serie B terminati con altrettante retrocessioni. Conclude la carriera al Piacenza, squadra neopromossa in Serie B con cui vive una nuova retrocessione in Serie C, alternandosi a Giuseppe Ferretti.
Dopo il ritiro è stato poi allenatore della Juventus Domo nel campionato di Promozione 1975-1976, e preparatore dei portieri di alcune squadre dilettantistiche dell'Ossola come il Gravellona, il Verbania e il Valdossola.

## Palmarès

### Club

#### Competizioni nazionali
- Campionato italiano Serie C: 1

Modena: 1960-1961 (girone A)